# Salavat Fidai
 (juin 2018).
Salavat Fidai, né le 27 novembre 1972 à Krasnyy Voskhod, en Russie, est un sculpteur russe de sculptures miniatures en crayon graphite. 
Il vit actuellement[Quand ?] à Oufa, en Russie.

## Biographie
Il a commencé sa carrière en tant qu'avocat pendant plus de 25 ans dans cette profession.
Il décide de devenir artiste en 2013 pendant la crise économique en Russie. Il commence par la photographie numérique, en se consacrant aux fruits et légumes. Ces photographies ont été compilées dans la série nommée La vie tranquille des choses. Cette série a été exposée à Moscou dans l'exposition Metropolitan History et à Saint-Pétersbourg dans l'exposition Eros: The Times and Faces.
En 2014, il commence à peindre des œuvres expressionnistes et impressionnistes. Il crée une série intitulée The Rainy City présentée à Saint-Pétersbourg en 2015 dans l'exposition The Muse Should Work.
En 2014, il peint des peintures miniatures sur des boîtes d'allumettes, des graines de citrouilles, des graines de tournesols et des grains de riz.
Plus tard cette même année, il sculpte des figurines sur des crayons graphites, le graphite est fragile ce qui rend le travail difficile. Il passe entre 6 et 12 heures en moyenne sur une sculpture et peut passer jusqu'à 3 jours pour en créer une. Il utilise un couteau artisanal et un stéréomicroscope pour sculpter les crayons jumbo de 5 mm de diamètre (au début de sa carrière) puis du plomb de 0,5 à 2 mm de diamètre. Ces sculptures ont été exposées à Londres, Singapour, Los Angeles, Charjah et Saint-Pétersbourg. Les spectateurs ont souvent des loupes pour regarder les sculptures.